# 長島慎治
長島 慎治（ながしま しんじ、1977年4月23日）は、埼玉県出身の俳優である。所属劇団「PU-PU-JUICE」。
所属事務所は、エイジアプロモーション。

## 主な出演作品

### 映画
- 私が俺の人生!?（2024年公開予定）[1]
- ゴジラ-1.0（2023年）
- 魍魎の匣（2007年）
- 東京ゾンビ（2005年）
- 恋に唄えば♪（2002年）
- 呪怨（1999年）

### テレビドラマ
- 悪女（わる）働くのがカッコ悪いなんて誰が言った? 第8話（2022年6月1日、日本テレビ）
- おっさんのパンツがなんだっていいじゃないか! 第1話（2024年1月6日、東海テレビ） - 久保 役
- イグナイト -法の無法者- 最終回（2025年6月27日、TBS） - 裁判所執行官 役

### 舞台
- SLA 第1回公演 - 第8回公演（2002年 - 2005年）
- THE　ワイルドパンチ 「パズル」（2003年）
- PU-PU-JUICE 第1回公演 『JUICE』（2006年）
- e-jack　プロデュース　「ダーティーバード」（2006年）
- PU-PU-JUICE 第2回公演 『唾と蜜（つばとみつ）』（2006年、主演：大迫一平）
- Pu-Pu-Clicquot Rose Labal　「THE EQUINOX」 （2007年）
- PU-PU-JUICE 第3回公演 『MARRIAGE BLUE PLANET』（2007年、主演：大迫一平）
- ゴールドジム主催 骨髄バンクチャリティーイベント（2008年）
- PU-PU-JUICE 第5回公演 『R-18』（2008年、主演：大迫一平）
- PU-PU-JUICE 第6回公演 『妄想協奏曲』（2008年、主演：大迫一平）
- PU-PU-JUICE 第7回公演 『汚れたアヒル』（2009年）
- レッドフェイスプロデュース 「吟子」（2009年）
- PU-PU-JUICE 第8回公演 『新・罪と罰』（2009年、主演：いしだ壱成）
- PU-PU-JUICE 第9回公演 『パニ☆ホス』（2009年、主演：加賀美早紀）
- PU-PU-JUICE 第10回公演 『結婚狂想曲』（2010年、主演：浅見れいな）
- 飯田譲治初舞台作品 『戯曲Operation』（2015年、主演：鳳恵弥、作・監修：飯田譲治、演出：久米伸明、プロデューサー：中野敦之、共演：梅宮万紗子 / 黒田勇樹 / 山田太一 / 関口アナム / 伊藤孝太郎 / 渡部将之）